# 阿部清子
阿部清子（あべ きよこ、1970年 - ）は、東京都出身の日本画家。

## 略歴
- 1970年 - 東京生まれ
- 1993年 - 臥龍桜日本画大賞展　入選
- 1998年 - 中国南京市滞在
- 2001年 - 長崎県島原半島　雲仙市滞在
- 2002年 - 沖縄県那覇市滞在
- 2004年 - 兵庫県淡路島滞在
- 2005年 - 東京に帰郷